# Чемпіонат світу з футболу 1966 (кваліфікаційний раунд, АФК, КАФ і Океанія)
У рамках відбіркового турніру до чемпіонату світу з футболу 1966 команди з Африки (конфедерація КАФ), Азії (АФК), а також регіону Австралії та Океанії (які згодом сформували ОФК) змагалися за одне місце у фінальній частині чемпіонату світу з футболу 1966.
Серед представників цих регіонів бажання позмагатися за путівку до світової футбольної першості висловили футбольні федерації із загалом 21 країни. Заявки двох з них, збірних Конго та Філіппін були відхилені.
ФІФА передбачало, що відбір відбуватиметься у чотири раунди:
- Перший раунд (Африка): 15 африканських збірних були розділені на шість груп по дві або три команди в кожній. До Другого раунду мали б вийти переможці кожної з груп.
- Другий раунд (Африка): шість переможців груп Першого раунду мали скласти три пари, у кожній з яких за результатами двох матчів, одному вдома та одному в гостях, мали визначатися три учасники Фінального раунду.
- Перший раунд (Азія/Океанія): бажання поборотися за місце у фінальній частині чемпіонату світу виявили дві азійські команди (збірна Північної Кореї і збірна Південної Кореї), а також один представник регіону Океанії (збірна Австралії). Передбачалося, що до них приєднається збірна Південно-Африканської Республіки, чию футбольну федерацію 1958 року виключили з її континентальної конфедерації КАФ через політику апартеїду, запроваджену в цій країні, проте яка залишалася членом ФІФА, під егідою якої проходив турнір. Усі ігри раунду мали проходити за круговою системою на нейтральних полях, у Японії.
- Фінальний раунд: переможець Першого раунду (Азія/Океанія) та три переможці Другого африканського раунду мали проводити між собою по дві гри, по одній вдома і в гостях, переможець цього мінітурніру отримав би місце у фінальній частині чемпіонату світу-1966.

Восени 1964 року, вже після прийняття формату кваліфікаційного раунду, на черговому конгресі ФІФА ухвалено призупинити членство Південно-Африканської Республіки у цій організації через політику апартеїду в країні, тож її збірну виключили з числа учасників відбору.
Коли формат відбіркового турніру був доведений до його майбутніх учасників, представники КАФ висловили протест щодо мізерної квоти для африканських представників на світовій першості — одне місце, за яке ще треба було додатково позмагатися з представником Азії або Океанії. Після відмови ФІФА переглянути квоти континентальних конфедерацій, усі 15 збірних, що представляли Африку відмовилися від участі у відборі, оголосивши бойкот світової першості 1966 року.
Таким чином серед претендентів на путівку до фінальної частини світової першості з 21 команди залишилося лише три, а після відмови від участі збірної Південної Кореї путівку у двоматчевій дуелі розіграли команди Австралії і КНДР. В обох матчах впевнену перемогу здобули північнокорейські футболісти, уперше у своїй історії ставши учасниками фінальної частини чемпіонату світу.

## Перший раунд (Африка)
Згідно з проведеним жеребкуванням для Першого раунду команди розподілили між групами таким чином:
| Група 1 - Гана - Гвінея |

| Група 2 - Камерун - Судан |

| Група 3 - Алжир - Ліберія - Туніс |

| Група 4 - Малі - Марокко - Сенегал |

| Група 5 - Ефіопія - Габон |

| Група 6 - Лівія - Нігерія - Об'єднана Арабська Республіка |

У Другому раунді між собою мали зустрітися переможці Групи 1 і Групи 5, переможці Групи 2 і Групи 4, а також переможці Групи 3 і Групи 6, які провівши між собою по два матчі, по одному вдома й у гостях, визначили б учасників Фінального раунду від Африки.
Оскільки усі команди з Африки врешті-решт вирішили бойкотувати змагання, ані Перший, ані Другий раунд відбіркового турніру зони АФК не проводилися.

## Перший раунд (Азія/Океанія)
Після призупинення членства Південно-Африканської Республіки у ФІФА і зняття її збірної зі змагання залишилося три учасники відбіркового турніру для регіону Азії і Океанії, включаючи збірні обидвох Корей, країн, які не визнавали одна одну, і відповідно війна між якими не була формально завершеною. Згодом збірна Південної Кореї відмовилася від участі у відборі, пославшись на логістичні складнощі.
Відповідно путівку до Фінального раунду, а точніше, з огляду на відмову від участі всіх африканських команд, безпосередньо до фінальної частини чемпіонату світу розіграли між собою збірна КНДР і збірна Австралії. Провести ігри на території жодної з відповідних країн не було можливості, з одного боку, через відсутність стадіонів, які б задовольняли вимогам ФІФА, у Північній Кореї, а з другого — через імміграційне законодавство Австралії, яке робило малоймовірну видачу в'їзних віз північнокорейським футболістам.
Залишалося проведення обох матчів між командами на нейтральному полі, пошук якого також ускладнювався відсутністю дипломатичних зносин КНДР з більшістю країн світу. Врешті-решт проблему вдалося врегулювати за сприяння лідера Камбоджі Нородома Сіанука, соратника Кім Ір Сена, який надав для цих матчів нещодавно збудовану арену у Пномпені.

| Поз | Команда                        | І | В | Н | П | ГЗ | ГП | РГ | О | Кваліфікація |
| --- | ------------------------------ | - | - | - | - | -- | -- | -- | - | ------------ |
| 1   | Північна Корея                 | 2 | 2 | 0 | 0 | 9  | 2  | +7 | 4 |              |
| 2   | Австралія                      | 2 | 0 | 0 | 2 | 2  | 9  | −7 | 0 |              |
| —   | Південно-Африканський Союз (D) | 0 | – | – | – | –  | –  | —  | 0 |              |
| —   | Південна Корея (W)             | 0 | – | – | – | –  | –  | —  | 0 |              |

| 21 листопада 1965 |

| Північна Корея                                                           | 6–1 | Австралія           |
| ------------------------------------------------------------------------ | --- | ------------------- |
| Пак Ду Ік 15' Пак Син Чжін 54', 80' Ім Син Хві 58' Хан Бон Чжін 65', 88' |     | Шейнфлуг 70' (пен.) |

| Олімпійський стадіон, Пномпень Глядачів: 60 000 Арбітр: Патрік Найс (Малайзія) |

| 24 листопада 1965 |

| Австралія    | 1–3 | Північна Корея                        |
| ------------ | --- | ------------------------------------- |
| Шейнфлуг 15' |     | 18', 75' Кім Син Іль 53' Пак Син Чжін |

| Олімпійський стадіон, Пномпень Глядачів: 40 000 Арбітр: де Сільва (Сінгапур) |

Північна Корея виграла з рахунком 9:2 за сумою двох матчів.
Через зняття зі змагання усіх африканських команд необхідності проведення Фінального раунду не було і Північна Корея кваліфікувалася до фінальної частини світової першості автоматично.

## Бомбардири
| 3 голи - Пак Син Чжін | 2 голи - Лес Шейнфлуг - Хан Бон Чжін - Кім Син Іль | 1 гол - Ім Син Хві - Пак Ду Ік |